# Nachal Si'on
Nachal Si'on (hebrejsky: נחל שיאון, arabsky: Wadi Asal) je vodní tok o délce 22 kilometrů v Izraeli, respektive na Golanských výšinách okupovaných Izraelem od roku 1967.
Začíná v severní části Golanských výšin, poblíž pomezí linií kontroly Izraele, Sýrie a Libanonu, kde pramení v centrální části masivu Hermon, v nadmořské výšce 2381 metrů. Směřuje pak převážně k jihozápadu, přičemž se prudce zařezává do údolí o hloubce až 600 metrů. Po pravé straně jsou jeho svahy součástí území farem Šibáa označovaného někdy i jako Har Dov, které si nárokuje Libanon a kde dochází k periodickým konfrontacím mezi izraelskou armádou a ozbrojenci z hnutí Hizballáh. Nachal Si'on pak vyúsťuje na úpatí Golanských výšin poblíž areálu Banias. Prochází pak několik kilometrů dál k jihovýchodu rovinatou krajinou, přičemž ze západu obchází vesnici Snir. Pak ústí jižně od kibucu Dan do toku Nachal Chermon.
Horní a střední tok na průchodu masivem Hermonu je silně zalesněný. Vzhledem k hraniční poloze a extrémnímu charakteru krajiny není běžně turisticky přístupný v celém rozsahu.